# Mourgana
Mourgana (grekiska: Μουργκάνα eller Όρη Τσαμαντά - Ori Tsamanta; albanska: Maja e Murganës) är en bergskedja i nordvästra Grekland och södra Albanien. Den högsta toppen är Stugara, 1 806 meter över havet.